# Mắm tép chưng thịt
Mắm tép chưng thịt là món ăn bình dân trong bữa cơm hàng ngày của người Việt. Mắm tép (hay còn gọi là mắm ruốc là món ăn nổi tiếng ở miền Bắc, đặc biệt ở chợ Hàng Bè, Hà Nội. Mặc dù hiện nay chợ Hàng Bè không còn, nhưng những người dân dãy phố Hàng Bè và xung quanh khu chợ cũ vẫn còn bày bán món này. Mắm tép chưng thịt tuy chỉ là món ăn dân dã nhưng đã trở thành nét đặc sắc trong ẩm thực Hà Thành. Có hàng trăm thương hiệu mắm tép được bày bán ở khắp nơi, không chỉ ở miền Bắc, mà còn được ưa chuộng ở miền Trung, miền Nam và vươn ra thế giới.
Món ăn này thường được ăn với cơm, dưa leo, đặc biệt trong những ngày thời tiết lạnh. Mắm tép có thể ăn không nhưng sẽ ngon hơn nếu chưng với thịt. Mắm tép là món ăn dễ chế biến, có thể làm sẵn khi cần thì mang ra dùng, món này tiện lợi khi đi du lịch hay cắm trại. Nếu bảo quản tốt trong tủ lạnh thì món ăn có thể giữ được lâu, khi cần thì mang ra dùng ngay hoặc hâm lại cho nóng. Ngoài ra, khi ăn nên dùng riêng 1 chiếc muỗng để múc thịt cho vào bát, tránh dùng đũa ăn cơm để gắp sẽ giữ cho món ăn tránh bị ôi thiu.

## Cách chế biến

### Nguyên liệu
Nguyên liệu của món ăn thông thường gồm: nạc vai xay (chú ý thịt vai phải tươi dẻo, không bị chảy nước) , muỗng mắm tép hay tép đồng tươi , củ hành khô và gia vị.

### Cách làm
Đầu tiên, băm nhỏ hành khô bóc vỏ, hòa tan mắm tép với nửa chén nước và dùng rây để lọc sạn. Tiếp theo, người nấu sẽ phi hành với dầu ăn nóng, chờ khi hành thơm, cho thịt xay vào đảo chín. Khi thịt chín thì cho mắm tép vào, đảo đều cho ngấm, đun trên lửa nhỏ cho đến khi thịt săn, khô thì cho đường vào, nêm nếm vừa ăn. Cuối cùng, tiếp tục đun lửa nhỏ đến khi thịt có màu nâu sậm.
Chú ý: Nếu muốn để lâu thì vừa đảo vừa chắt bớt nước mỡ, vớt khô để món ăn không bị nhũn.